# Florent Rebsomen
Florent Rebsomen, né le 6 octobre 1789 à Paris et mort le 2 février 1854 à Dieppe, est un officier français.

## Biographie
Florent Rebsomen intègre la garde impériale en 1805. Il participe à la campagne d'Autriche et à la campagne de Russie. Blessé par un boulet le 31 octobre 1813 lors de la bataille de Hanau, il est amputé d'un bras et d'une jambe par Dominique-Jean Larrey. Il est ensuite percepteur à Dieppe.

## Décorations, titres, honneurs
- Chevalier de l'ordre royal et militaire de Saint-Louis (8 juillet 1812)
- Chevalier de l'ordre de la Réunion (7 juin 1813)
- Officier de la Légion d'honneur (28 novembre 1813). Il est nommé chevalier le 8 juillet 1812[2].